# Amorphophallus ongsakulii
Amorphophallus ongsakulii är en kallaväxtart som beskrevs av Wilbert Leonard Anna Hetterscheid och A.Galloway. Amorphophallus ongsakulii ingår i släktet Amorphophallus, och familjen kallaväxter. Inga underarter finns listade.